# Рататуй
Ратату́й (фр. ratatouille — від дієслова touiller — «мішати», «помішувати») — традиційна страва провінційної французької кухні, овочеве рагу, поширене в регіоні Прованс.
Спочатку це була страва провансальських селян, що складалася із цукіні, помідорів, перцю, цибулі та часнику. Пізніше в рататуй стали додавати баклажани. З Провансу страва поширилася по всій Франції, а потім і за її межі.

## Рататуй у світі
Що таке рататуй багато людей дізналися лише після того, як на екрани вийшов однойменний мультфільм «Рататуй». Саме в мультфільмі показали оригінальний рецепт цієї страви і її традиційне сервування. Дуже смачна прованська страва являє собою щось схоже з овочевим рагу. В інших країнах можна зустріти аналогічну або схожу страву, але вона має іншу назву. Приміром, в італійській кухні ця страва називається капоната, в іспанській — пісто, а в угорській — лечо. І навіть якщо всі ці страви готуються з одних і тих же інгредієнтів, вони мають помітні смакові відмінності. Велику роль в процесі приготування мають сорти овочів, використовувані трави і спеції, а також технологія створення страви. Кожна нація використовує свої секрети для приготування тої чи іншої страви, тому, безумовно, варто спробувати кожну.

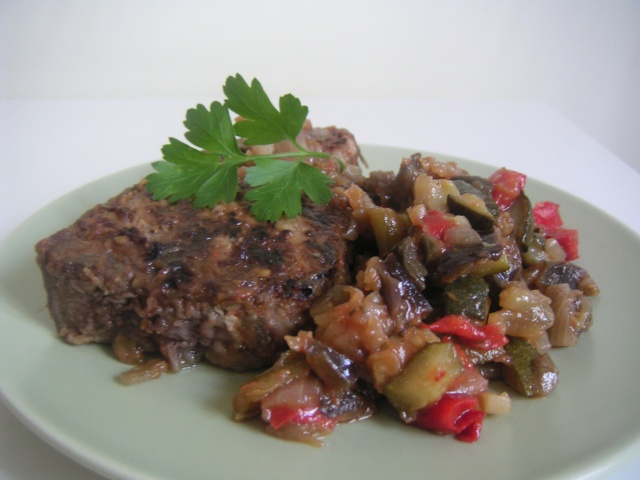
Самфаіна
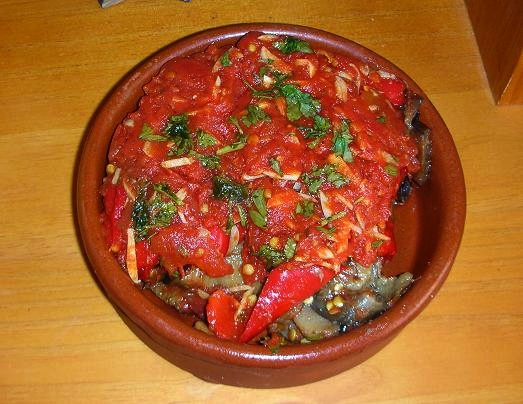
Томбат
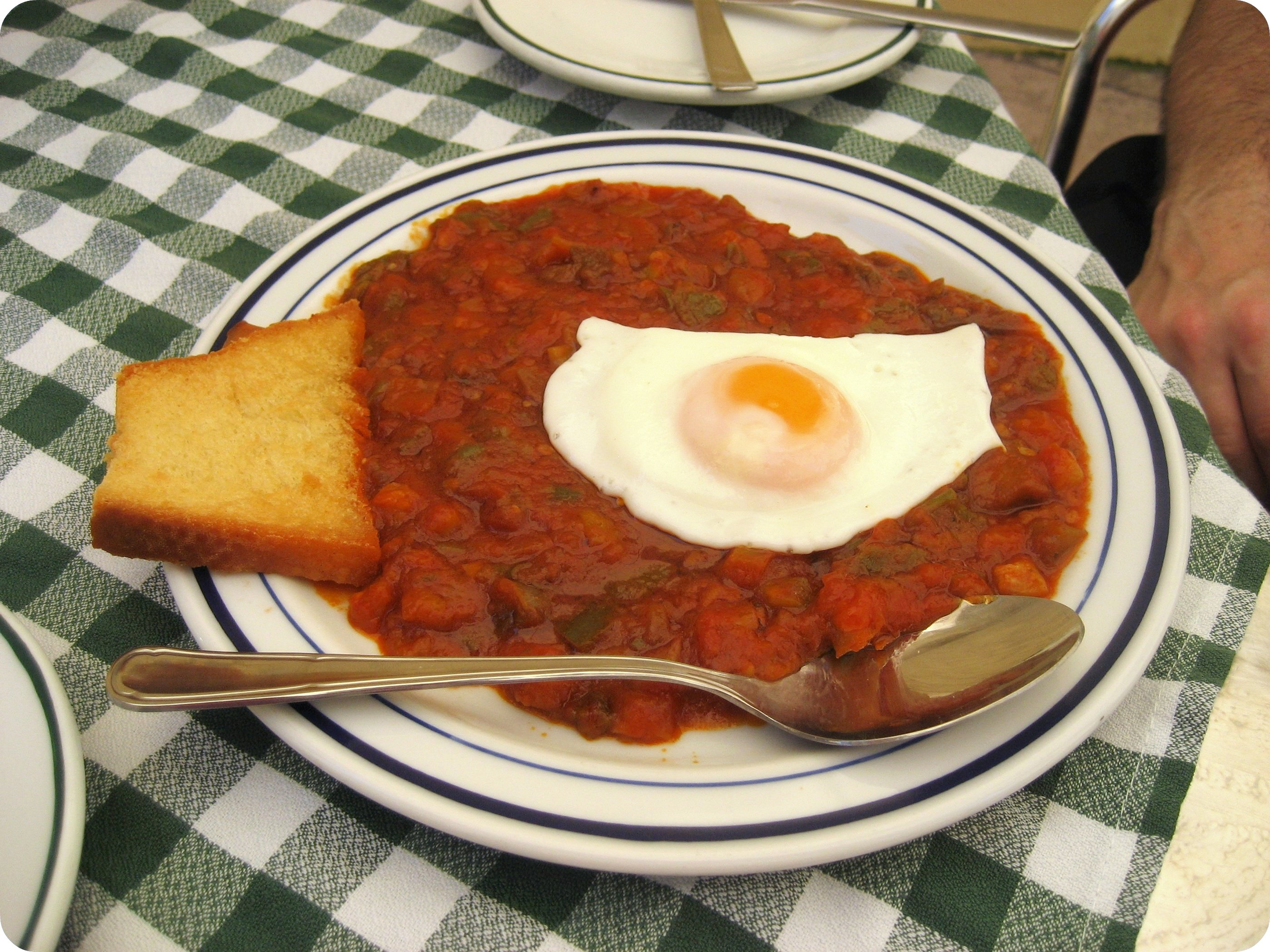
Пісто
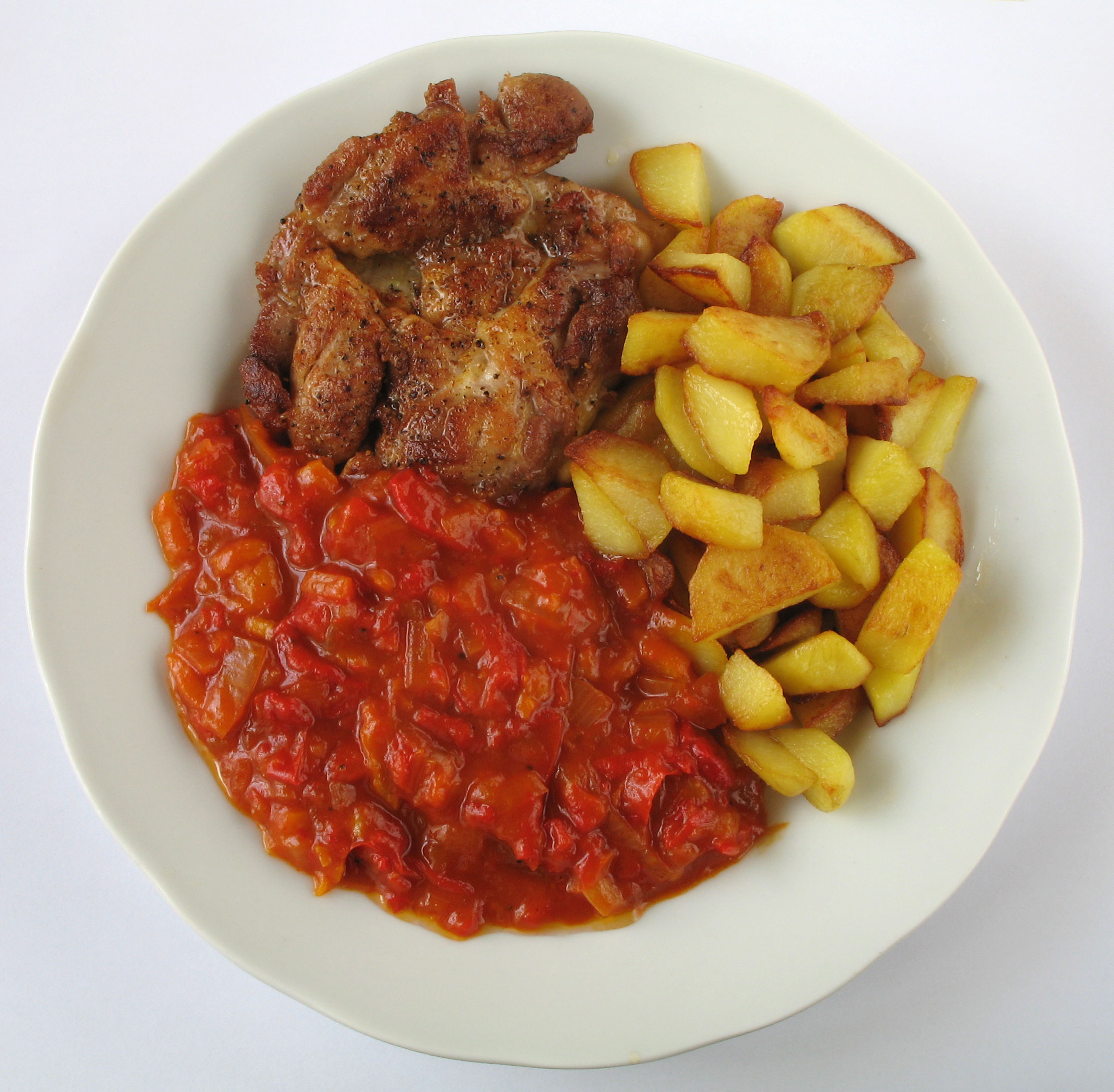
Лечо

## Історія та походження страви
Вперше рататуй стали готувати в Ніцці, він був стравою небагатих селян, які готували його протягом усього літа, в сезон свіжих овочів. Спочатку оригінальний рецепт рататуя складався з таких інгредієнтів, як перець, цибуля, часник, помідори, кабачки і ароматні прованські трави. Сьогодні в цю страву додають баклажани, та й багато інших овочів за бажанням. Спочатку значення «рататуй» було не надто приємним, цим словом позначали вариво вкрай неапетитного виду. Ніццький рататуй сьогодні роблять з цибулі, цукіні, баклажанів, солодкого перцю і помідорів — все це готують на повільному вогні в оливковій олії з травами. Пуристи наполягають, щоб різні овочі готувалися окремо, потім би змішувалися і в такому вигляді доводилися до фінальної стадії, утворюючи наваристу консистенцію.
Вперше слово «рататуй» згадується в книгах в 1778 році і означає тушковані овочі. Частина слова «рата» — є військовим сленгом і позначає тушковану суміш квасолі, картоплі та овочів з жирним м'ясом. Можна припустити, що рататуй швидше прийшов до нас з військової їдальні — проста страва, яку швидко і легко приготувати.
У колективній уяві, рататуй, як елемент середземноморської кухні, існував завжди. Але якщо придивитися, здається, важко уявити, що рататуй, як ми його знаємо сьогодні, можливо, був винайдений до шістнадцятого сторіччя. Щоб зробити це, треба повернутися до часів прибуття до Європи овочів, які складають рататуй щоб визначити, коли він був створений. Рататуй «класичний» складається з помідорів, баклажанів, цукіні, часнику, цибулі і маслин. З урахуванням дати прибуття цих овочів на тарілки наших предків, важко сьогодні уявити собі знаменитий рататуй, винайдений до сімнадцятого сторіччя.
- Баклажан приїжджає з Індії, і у шістнадцятому столітті вважається отруйною декоративною рослиною.
- Помідор походить з доколумбової Америки, з Мексики. Його завезли в Європу в шістнадцятому сторіччі, і він був тоді за розміром як помідор чері, та його популярність дуже повільно поширювалась в країні. Частіше використовувався для кольору в червоних соусах.
- Кабачок походить з США. Перше значення слова сходить до 1929 року[2].

## Інгредієнти
- баклажан
- кабачок
- томати
- перець овочевий
- ріпчаста цибуля
- часник
- червоний перець
- прованські трави

## Рецепт
Класичний рататуй складається з шматочків тушкованих овочів — баклажанів, цибулі, кабачків, болгарського перцю і помідорів, а також часнику. Точного рецепта приготування не існує і класичний набір овочів може доповнюватись на власний розсуд і залежно від сезону. Рецептів рататуя безліч — варіюються кількість інгредієнтів та їх співвідношення, зустрічаються навіть варіанти рідкого рататуя, більше схожого на суп. Але найчастіше це асорті з тушкованих овочів.
Однак герой однойменного мультфільму щур на ім'я Ремі запропонував інший рецепт цієї страви. Головним інгредієнтом в рагу від Ремі був кабачок, який «міні-шеф» тонко нашаткував. На дно каструлі він налив томатний соус, зверху виклав шарами овочі, накрив аркушем паперу і запікав страву в духовці.
У мультфільмі «Рататуй» використаний рецепт авторського рататуя з правильним сервуванням:
- Овочі нарізати тонкими пластинками;
- Викласти по черзі спіраллю у форму для запікання;
- Рясно полити густим соусом;
- Накрити форму фольгою і поставити в духову шафу на 30-40 хвилин.

У Провансі можна скуштувати рататуй у найрізноманітніших інтерпретаціях. Це не дивно, адже рецептів цієї страви існує дуже багато — кожна господиня готує його по-своєму. Домашній рататуй взагалі готують по-особливому: кожен інгредієнт обсмажується окремо і тільки лише перед подачею на стіл всі овочі змішуються разом в єдину страву.

## Сервування
Рататуй подають до столу гарячим або холодним, як гарнір до м'яса або риби або як самостійну страву.
Якщо говорити про традиційне приготування, то він являє собою запікання в духовці овочів, нарізаних кружечками і укладених особливою листковою конструкцією. Рататуй відмінно поєднується з яловичиною та бараниною, також йому підійде гарнір зі смаженої картоплі або рису. Запечені овочі, на відміну від смажених, зберігають більшу кількість вітамінів, є легшими для вживання. Тому рататуй можна їсти як на сніданок, так і на обід або вечерю.
Готову страву можна посипати тертим пармезаном, додати трохи песто або іншого соусу. Головне — не перебити приголомшливий аромат прованських трав і смак свіжих літніх овочів.

## Цікаві факти
- У прованській кухні використовуються місцеві спеції — прованські трави, які присутні на кухні будь-якого шеф-кухаря. Завдяки цим спеціям, кожна страва прованської кухні перетворюється до невпізнання. Зокрема кулінарний смак страви Ремі з мультфільму «Рататуй» оснований на грі цих спецій. Італо-середземноморська за змістом і абсолютно французька за формою. Склад цих спецій розмарин, базилік, чебрець, шавлія, м'ята перцева, чебер садовий, материнка та майоран.
- Історія про щурика Ремі з мультфільму «Рататуй» лише за один вечір 9 серпня у французькому кінопрокаті 12 мільйонів доларів, — цей проєкт став найприбутковішим серед мультфільмів. В українському кінопрокаті за липень мультфільм заробив трохи більше одного мільйона доларів[5].